# Sri Ram Sene
Pour les articles homonymes, voir RAM.
Le Sri Ram Sene (littéralement, l'« armée du Seigneur Rāma »), ou Sri Ram Sena, est un groupe hindou d'extrême-droite fondé à la fin des années 1960 en Inde par Kalki Maharaj. Le groupe se fit remarquer par les médias du fait de ses activités de « police morale », dont l'attaque d'un pub à Mangalore en 2009 (lors de laquelle les membres du groupe ont attaqué des femmes se rendant dans un pub).

## Sources
- (en) Cet article est partiellement ou en totalité issu de l’article de Wikipédia en anglais intitulé « Sri Ram Sena » (voir la liste des auteurs).

## Compléments